# Oda a la Patria
Oda a la Patria (en catalán: Oda a la Pàtria) es un poema en lengua catalana dividido en seis octavas de versos alejandrinos de arte mayor, escrito en 1833 por Bonaventura Carles Aribau en Madrid para felicitar el aniversario del banquero Gaspar Remisa. Está considerada como la obra que inició la Renaixença.
El poema fue enviado sin título por su autor a El Vapor, diario que editaba su amigo Antonio Bergnes de Las Casas,  pero la redacción del periódico decidió publicarlo con el título «La patria». Ocho años después, en 1841, Joaquim Rubió i Ors lo tituló «Oda a la Patria» al incluirlo en el prólogo a la primera edición de Lo Gayter del Llobregat.
El poema es un canto de añoranza a Cataluña y de exaltación hacia la lengua catalana, a la que se refiere como lengua lemosina. Fue reproducido por primera vez en 1836 en “Memorias para un Diccionario crítico de los escritores catalanes” de Félix Forres.

## Motivación de la obra
Aribau había publicado en 1817 unos Ensayos poéticos en castellano y desde 1826 trabajaba en Madrid para el rico negociante catalán, Gaspar de Remisa. En 1832 sus empleados decidieron celebrar su onomástica presentándole a su jefe «algunas composiciones en varias lenguas» y a Aribau le tocó el catalán.
En la carta que Aribau adjuntó al manuscrito del poema y que envió a su amigo Francisco Renart y Arús, le explica el motivo de haberlo escrito y le encarga corregirlo y remitirlo al impresor Antoni Bergnes de las Casas.

Para el día de S. Gaspar presentamos al Gefe [sic] algunas composiciones en varias lenguas. A mí me ha tocado el catalán, y he forjado estos informes alejandrinos que te incluyo para que lo revises, y taches y enmiendes lo que juzgues, pues yo en mi vida las vi más gordas

La ofrenda de Aribau a Gaspar Remisa apareció posteriormente en el diario El Vapor en la edición del 24 de agosto de 1833, un mes antes de la muerte del rey Fernando VII.
La Oda a la Patria presenta dos finalidades: una general, de evocación a la patria, y otra específica, de elogio a Gaspar Remisa. Mediante la primera intención, Aribau desea agradar a su patrón, al que alaba en la última octava del poema.

## Contenido

### Primera octava
Aribau lamenta que haya una cosa que se pierde para siempre, la lengua catalana. Es una endecha, una despedida resignada de una patria entendida como idioma, tal como señala Manuel de Montoliu y Victor Revolta.
La evocación de la patria se realiza como si fuese un paisaje. Esta opción tomo fuerza en el Romanticismo.

### Segunda octava
La retórica del poema está al servicio de la añoranza, de la elegía. Se asocia el paisaje con la familia y el añoramiento de los elementos físicos, y se evoca a los personales.

### Tercera octava
Es también un canto de añoranza, ya que parece una última maniobra para recordar la gloria a la lengua, la gloria pasada. Esta estrofa se puede relacionar con las “Apologías de la llengua” de Josep Pau Ballot i Torres, y también con la frase de Manuel Milà i Fontanals en su primer discurso de los Juegos Florales: Fem-li un refugi a la llengua, almenys fem-li un recer per recordar-la.

### Cuarta octava
Lo que antes era un tono de renuncia, ahora es una invitación, un grito, una proclama. Aribau deja claro que la lengua ha desaparecido del mundo literario. Menciona sabios, autoridades, costumbres y leyes. Quiere tener un efecto sobre las personas que no tienen conciencia sobre el idioma con el propósito de que la obra engrandezca al amo, ya que la lengua de la patria es la lengua del patrón. Aquí se vence al castellanismo.

### Quinta octava
Vuelve la evocación sobre lo que podría haber sido y no es la lengua catalana. Aribau le otorga la condición de propia y trascendental, ya que es la lengua que utiliza cuando se encuentra solo y habla con su espíritu. 

### Sexta octava
Aribau evoca su infancia en Cataluña y exalta su lugar de origen, alabando la figura del patrón, a quien equipara simbólicamente con la patria.